# Gabriele VIII di Alessandria
Papa Gabriele VIII o   (in arabo egiziano غبريال التامن; Egitto, ... – Egitto, 14 maggio 1603) è stato un vescovo cristiano orientale egiziano, il 97º papa di Alessandria e patriarca della Sede di San Marco.
Il suo nome da laico era Shenouda. Divenne monaco nel monastero di san Bishoi a Scetes e fu ordinato domenica 16 Paoni 1303 del calendario copto (20 giugno 1587). Avva Zacharias, vescovo di Gerusalemme e Avva Kyrellos El-Khiami guidarono la consacrazione di Gabriele nella chiesa di San Mercurio nell'antica Cairo. Al momento della sua ordinazione la comunità copta era divisa e scelse quattro diversi patriarchi. Il papato di Gabriele fu in seguito accettato da tutti i copti. Era contemporaneo del sultano ottomano Ahmed I.
Durante il suo papato, Gabriele VIII decretò che il digiuno degli Apostoli doveva iniziare il 21 paoni e terminare il 5 epip, e che l'avvento doveva iniziare il primo di Koiak  Soppresse anche il digiuno di Giona e permise che il digiuno della Dormizione della Vergine Maria fosse facoltativo. I copti all'epoca accettarono queste decisioni, ma i digiuni furono reintegrati dopo la sua morte.
Nel 1594 scrisse a papa Clemente VIII e incaricò di questa lettera l'arcidiacono Barso con altri preti e monaci; questi, a Roma, il 15 gennaio 1595 sottoscrissero una professione di fede a nome suo.
Gabriele VIII morì il 9 pashon 1319 del calendario copto (14 maggio 1603) nel Monastero Siriano. Occupò il trono di san Marco per 15 anni, 10 mesi e 24 giorni.